# Carretera de hielo

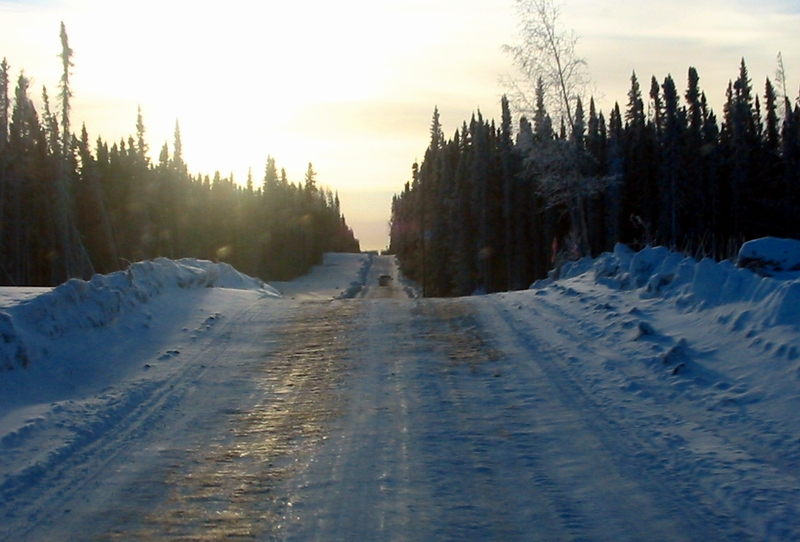
Carretera de hielo en Canadá.

Las carreteras de hielo, al igual que las carreteras convencionales, son infraestructuras destinadas a la comunicación y transporte terrestre, pero tienen la particularidad de ser de hielo y nieve en vez de asfalto, grava, hormigón u otro material menos peculiar.
La mayoría de estas carreteras están localizadas al norte de Canadá y únicamente están accesibles en las épocas de más frías del año. Se construyen sobre lagos, incluso sobre el mar, sirviendo para conectar pequeñas islas y minas con el resto del continente. Una vez que las temperaturas son inferiores a -20 °C por varios días, la superficie de los lagos y parte del mar se congela totalmente con una capa de al menos 1 m de espesor. Esta capa, sumada a la nieve caída, permite comunicar estos puntos mediante el pasaje de camiones pesados. Antiguamente, se utilizaban trineos tirados por perros, más tarde por bulldozers con una pala quitanieves y actualmente se preparan las carreteras con máquinas quitanieves especialmente preparadas para que pueda circular cualquier vehículo convencional. La principal motivación para usar estas peligrosas vías de comunicación es para reducir los costes que supone enviar y recibir suministros a estas islas.
Las carreteras de hielo requieren de un cuidado especial, siendo necesario tratarlas para que sea posible la circulación de vehículos convencionales. Además, la circulación sobre ellas es especialmente complicada y se realiza por profesionales especializados, ya que prácticamente no se puede frenar durante todo el trayecto, ni superar determinados parámetros. Es necesario analizar continuamente el hielo para determinar cuál es la capacidad de carga; sabiendo esto se podrá determinar el peso máximo, la velocidad máxima y distancia mínima que hay que exigir para que la infraestructura soporte el tráfico.
La carretera de hielo más larga tiene una longitud de 568 km y va de Tibbit a Contwoyto; el 85% del recorrido se realiza sobre lagos helados.